# 田中千里

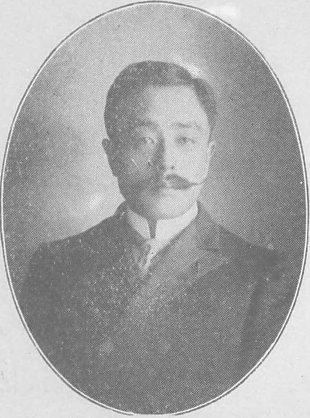
田中千里

田中 千里（たなか ちさと / せんり、1872年9月22日（明治5年8月20日） - 1938年（昭和13年）2月11日）は、日本の内務・警察官僚、実業家。政友会系官選県知事。

## 経歴
石川県出身。田中信吾の長男として生まれる。第五高等学校を卒業。1906年、東京帝国大学法科大学法律学科（独法）を卒業。同年11月、文官高等試験行政科試験に合格。同年12月、内務省に入省し茨城県属となる。
以後、茨城県警視・保安課長兼衛生課長、同庶務課長、青森県事務官・教育社寺兵事課長、長野県事務官・警察部長、広島県警察部長、神奈川県警察部長、千葉県内務部長、大阪府警察部長などを歴任。
1921年5月、大分県知事に就任。県立学校新設、道路取締令細則の施行、内務部社会課の新設などを推進。1923年10月、熊本県知事に転任。郡制廃止事業を推進。1924年6月、休職となる。同年9月10日に退官。その後、山陽中央水電 (株) 取締役、阪和電気鉄道 (株) 取締役を務めた。

## 栄典
- 1920年（大正9年）11月1日 - 勲四等瑞宝章[7]